# Пиццабалла, Пьерлуиджи
Пьерлуиджи Пиццабалла (итал. Pier Luigi Pizzaballa, 14 сентября 1939, Бергамо, Италия) — итальянский футболист, игравший на позиции вратаря. Прежде всего известен по выступлениям за клуб «Аталанта», а также национальную сборную Италии. Двукратный обладатель Кубка Италии.

## Клубная карьера
Во взрослом футболе дебютировал в 1958 году выступлениями за команду клуба «Аталанта», в которой провёл восемь сезонов и принял участие в 87 матчах чемпионата. За это время завоевал титул обладателя Кубка Италии.
С 1966 по 1976 год играл в составе команд клубов «Рома», «Эллас Верона» и «Милан». В течение этих лет добавил в перечень своих трофеев ещё один титул обладателя Кубка Италии (с «Ромой»).
Завершил профессиональную игровую карьеру в клубе «Аталанта», в составе которого уже выступал ранее. Пришёл в команду в 1976 году и защищал её ворота до 1980 года.

## Выступления за сборную
В 1966 году дебютировал в официальных матчах в составе национальной сборной Италии. В течение карьеры в национальной команде, которая длилась всего 1 год, провёл в форме главной команды страны только 1 матч.
В составе сборной был участником чемпионата мира 1966 года в Англии.

## Титулы и достижения
- Обладатель Кубка Италии (2):

«Аталанта»:  1962/1963
«Рома»:  1968/1969